# Ланг, Маргарет
Маргарет Рутвен Ланг (англ. Margaret Ruthven Lang; 27 ноября 1867, Бостон, Массачусетс, — 29 мая 1972, там же) — американский композитор. Ланг была первой женщиной-композитором, музыка которой исполнялась главным Американским симфоническим оркестром.

## Биография
Маргарет Ланг родилась в Бостоне, Массачусетс. Она была старшей дочерью в семье дирижёра, пианиста и композитора Бенджамина Джонсона «Би Джей» Ланга и певицы Фрэнсис Ланг. Бенджамин Ланг был другом Листа и Вагнера. Маргарет обучалась композиции и оркестровке у профессора Американской консерватории Джорджа Чедуика. Она является автором более двухсот песен, которые были хорошо известны и исполнялись в концертных залах по всему Бостону. Бостонский симфонический оркестр под управлением Артура Никиша исполнил её Драматическую увертюру, ставшую первым произведением женщины-композитора, исполненным главным Американским симфоническим оркестром.
После пятидесяти лет Маргарет Ланг отошла от композиторской деятельности и стала христианским миссионером.